# Gonomyia brachyura
Gonomyia brachyura är en tvåvingeart som beskrevs av Alexander 1963. Gonomyia brachyura ingår i släktet Gonomyia och familjen småharkrankar. Inga underarter finns listade i Catalogue of Life.